# Herre, låt ingenting binda de vingar
Herre, låt ingenting binda de vingar är en sång med text från 1880 av Lina Sandell-Berg och musik från 1878 av Joël Blomqvist.

## Publicerad i
- Segertoner 1988 som nr 601 under rubriken "Efterföljd – helgelse".[1]